# Kolegium Połączonych Szefów Sztabów

Logo Kolegium Połączonych Szefów Sztabów

Kolegium Połączonych Szefów Sztabów (ang. Joint Chiefs of Staff) – od 20 lipca 1942 najwyższy organ władzy wykonawczej w amerykańskich siłach zbrojnych. Na jego czele stoi przewodniczący Kolegium Połączonych Szefów Sztabów, a w skład wchodzą oprócz przewodniczącego: wiceprzewodniczący, szefowie sztabu armii (sił lądowych), sił powietrznych, sił kosmicznych, szef operacji morskich, komendant korpusu piechoty morskiej (marines) oraz szef Gwardii Narodowej Stanów Zjednoczonych.
Kolegium jest odpowiednikiem sztabów generalnych w siłach zbrojnych innych państw, przy czym, w odróżnieniu od nich, jest ciałem doradczym dowódcy sił zbrojnych, którym jest prezydent Stanów Zjednoczonych. Głównym zadaniem Kolegium jest informowanie prezydenta o zaistniałej sytuacji i proponowaniu mu rozwiązań zgodnych z przyjętą strategią.

## Historia
Wraz z coraz szybszym rozrastaniem się sił zbrojnych Stanów Zjednoczonych po wojnie secesyjnej współdziałanie operacyjne wojsk lądowych i marynarki wojennej zaczęło natrafiać na coraz większe trudności. Pod wpływem krytyki braku kooperacji pomiędzy rodzajami wojsk w czasie wojny hiszpańsko-amerykańskiej powołano do życia, w roku 1903, Wspólną Radę Armii i Marynarki Wojennej (ang. Joint Army and Navy Board). Rada, składająca się z czołowych strategów i planistów obu rodzajów wojsk, miała planować i korygować wspólne operacje bojowe.
Wbrew oczekiwaniom Rada nie miała jednak wystarczających sił, by móc przeforsować swe opinie i została ograniczona do roli ciała doradczego, oceniającego problemy przedstawione jej przez sekretarzy armii i marynarki w Departamencie Obrony. W rezultacie Rada praktycznie nie miała wpływu na prowadzenie operacji przez Stany Zjednoczone w I wojnie światowej. 
W roku 1919 obaj sekretarze doszli do wniosku, że Radę należy przebudować i odnowić. Teraz mieli w jej skład wchodzić szefowie sztabów poszczególnych broni, ich zastępcy oraz dyrektorzy wydziałów planowania. Nowej Radzie podlegać miał Połączony Komitet Planowania. W nowym składzie mogła rekomendować własne projekty, nie miała jednak nadal mocy sprawczej do forsowania swych decyzji.
Na początku 1942 roku po ataku na Pearl Harbor i przystąpieniu Stanów Zjednoczonych do wojny prezydent Roosevelt i premier Churchill powołali do życia Zjednoczone Szefostwo Sztabów (ang. Combined Chiefs of Staff). CCS miało służyć jako główny ośrodek podejmowania decyzji strategicznych we wspólnych działaniach wojennych USA i Wielkiej Brytanii. Jednakże podczas gdy Wielka Brytania posiadała dobrze zorganizowany Komitet Szefów Sztabów, Stanom Zjednoczonym brakowało odpowiedniego ciała decyzyjnego, którego Rada nie mogła zastąpić. W rezultacie nie odegrała ona większego znaczenia podczas II wojny światowej i ostatecznie, w roku 1947, została rozwiązana.
By doprowadzić do skoordynowanych działań na poziomie sztabów, admirał William Daniel Leahy wysunął propozycję utworzenia „zjednoczonego najwyższego dowództwa”, co w konsekwencji miało doprowadzić do powstania Kolegium Połączonych Szefów Sztabów. Rozpoczęło ono działalność 20 lipca 1942 roku, a admirał Leahy stanął na jego czele jako Szef Sztabu Naczelnego Dowództwa Armii i Marynarki Wojennej.